# Acrimony
Acrimony was een doommetalband uit Wales.  De band ging uit elkaar in 1999.

## Artiesten
- Dorian Walters - vocalist
- Lee Davies - gitarist
- Stuart O'Hara - gitarist
- Paul Bidmead - bassist
- Darren Ivey - drummer

## Discografie
- 1994 - Hymns To The Stone (Godhead)
- 1995 - The Acid Elephant (EP, Godhead)
- 1997 - Tumuli Shroomaroom (Peaceville)
- 2003 - Acrimony (Game Two)